# 小行星2700
小行星2700（2700 Baikonur）是一颗绕太阳运转的小行星，为主小行星带小行星。该小行星于1976年12月20日发现。
該小行星以哈薩克的拜科努尔航天发射场命名。

## 轨道参数
小行星2700的轨道半长轴为2.9063028 UA，离心率为0.046。